# 1002
Початок Високого Середньовіччя •  Епоха вікінгів •  Золота доба ісламу •  Реконкіста •  Київська Русь

## Геополітична ситуація
Візантію очолює Василій II Болгаробійця. Генріх II став імператором Священної Римської імперії.
Королем Західного Франкського королівства є, принаймні формально, Роберт II Побожний.
Апеннінський півострів розділений між численними державами: північ належить Священній Римській імперії, середню частину займає Папська область, на південь від Римської області лежать невеликі незалежні герцогства, півдненна частина півострова належать Візантії. Південь Піренейського півострова займає Кордовський халіфат на чолі з Хішамом II. Північну частину півострова займають королівство Астурія і королівство Галісія та королівство Леон, де править Альфонсо V.
Королівство Англія очолює Етельред Нерозумний.
У Київській Русі триває правління Володимира. У Польщі править Болеслав I Хоробрий. Перше Болгарське царство частково захоплене Візантією, в іншій частині править цар Самуїл. У Хорватії триває правління Крешиміра III та Гойслава. Королівство Угорщина очолює Стефан I.
Аббасидський халіфат очолює аль-Кадір, в Єгипті владу утримують Фатіміди, в Середній Азії — Караханіди, у Хорасані — Газневіди. У Китаї продовжується правління династії Сун. Значними державами Індії є Пала, Пратіхара, Чола. В Японії триває період Хей'ан.

## Події
- Заснування міста Хотин (Чернівецька область, Україна).
- Після смерті Оттона III Священну Римську імперію очолив Генріх II.
- 13 листопада відбулася різанина у день Святого Брайса — масове винищення данів в Англії.
- Християнські війська Кастилії здобули перемогу над маврами у битві під Калатанясором.
- Помер хаджиб Аль-Мансур, і його посаду в Кордовському халіфаті обійняв Абд аль-Малік. Почалася боротьба за владу між берберською, арабською, іспанською та слов'янською частинами війська.
- Герцогом Богемії став Владивой.
- Бріан Боройме став верховним королем Ірландії.
- Венеція надала допомогу Барі, на яке напали сицилійські сарацини. Як наслідок, відігнавши арабів з Адріатичного моря, Венеція отримала повний контроль над його водами.

## Народились
- 21 червня — Лев IX, папа римський (з 1049); саме за часів його правління церквою конфлікт між Римом і східною Церквою привів у 1054 році до розколу християн на католиків і православних.

## Померли
- 23 листопада — Оттон III, германський король та імператор Священної Римської Імперії